# 斜桥榨菜
斜桥榨菜是中華人民共和國浙江省海寧市斜桥镇出品的一種榨菜，被列入第三批浙江省非物質文化遺產名錄。斜橋自1931年起從四川引入榨菜後就開始種植榨菜。1938年，斜橋榨菜股份有限公司成立。中華人民共和國建國後，国营海宁蔬菜厂成立，1980年代推出斜橋牌榨菜。